# Hernando Liñán Castaño
Hernando Liñán Castaño (c. 1893-1940) va ser un sindicalista i militar espanyol.

## Biografia
Nascut en 1892 o 1893. Va ser militar de carrera, si bé es retiraria de l'exèrcit amb el grau d'alferes. Va passar al sector privat, arribant a treballar per al Banc de Ceuta. Afiliat a la Unió General de Treballadors (UGT), va arribar a ser secretari per Ceuta de la Federació espanyola de treballadors del crèdit i les finances.
Alhora que la UGT, també va ser membre del PSOE. Es va iniciar en la maçoneria, on va emprar el nom simbòlic de «Paz».
Al començament de la Guerra civil es trobava a València en situació de retirat de l'exèrcit, unint-se amb posterioritat al nou Exèrcit Popular de la República. Al juny de 1937 va exercir breument el comandament de la 99a Brigada Mixta, durant el període de formació de la unitat. En la primavera de 1938 va ser nomenat comandant de la 3a Brigada Mixta, situada a Catalunya, participant en algunes accions secundàries en el riu Ebre. Uns mesos després es va fer càrrec de la 209a Brigada Mixta, amb la qual va operar al front d'Extremadura. Durant el transcurs de la contesa també va ser comandant militar d'Almeria per algun temps.
Capturat pels franquistes al final de la guerra, seria afusellat a Almeria el 20 d'abril de 1940.